# Caupolicán
Caupolicán (Mapudungun Kallfülikan „blauer Feuerstein“, * in Pilmaiquén; † 1558 in Cañete) war ein Kriegshäuptling der Mapuche im Arauco-Krieg, die sich hartnäckig der spanischen Conquista im Süden Chiles widersetzten.
Seit seiner Jugend kämpfte Caupolicán gegen die spanischen Konquistadoren für die Befreiung seines Stammesgebietes. Er wurde als Nachfolger von Lautaro zum Toqui (Kriegshäuptling) der Mapuche gewählt. Beide waren Anführer der Araukaner in den Kriegen des 16. Jahrhunderts. In Zusammenarbeit mit Lautaro gelang es Caupolicán im Jahre 1553, die Festung Tucapel einzunehmen und das Konquistadorenheer in der Schlacht von Tucapel zu schlagen, in der auch Pedro de Valdivia starb. Sein Name wurde zum Symbol des indigenen Widerstandes, sein Leben und seine Taten wurden von Alonso de Ercilla y Zúñiga, einem vormals im Dienste von García Hurtado de Mendoza stehenden Schriftsteller, in seinem epischen Werk La Araucana und von Rubén Darío in Caupolicán verarbeitet. Nach ihm sind in Antarktika die Costa Caupolicán, die Ventisquero Caupolicán und die Landspitze Punta Caupolicán benannt.

## Schlacht von Lagunillas
Nach dem Tod von Lautaro waren die Araukaner ohne würdige Führung, was zu erfolglosen Schlachten um die Festung San Luis, die nicht eingenommen werden konnte, und in Lagunillas am 5. September 1557 führte, bei der eine Streitmacht von etwa 12.000 Mapuche unter dem Befehl verschiedener Kaziken, darunter Lincoyán und Galvarino, einem mächtigen königlichen Heer unter García Hurtado de Mendoza gegenüberstand. Beim Überqueren des Flusses Biobío von Concepción kommend führte García 600 schwer bewaffnete Soldaten und an die 1500 Yanacona mit, die in einem Lagunillas genannten Morastgebiet von den Streitkräften der Mapuche angegriffen wurden. 
Der Angriff war schlecht organisiert, so dass die Mapuche trotz der großen zahlenmäßigen Überlegenheit in einem brutalen Nahkampf geschlagen wurden, der mit Hunderten von Toten und Verletzten sowie 150 Gefangennahmen endete, unter denen sich auch der Kazike Galvarino befand. Dem Vorbild Pedro de Valdivia in der Schlacht von Andalíen folgend, ordnete García Hurtado de Mendoza nach gängiger Manier der Konquistadoren an, zur Strafe die rechten Hände und Nasen der Gefangenen zu verstümmeln. Galvarino wurden zur Abschreckung beide Hände abgehackt, zwölf weitere Kaziken wurden gehängt. Diese Art der Züchtigung brachte die Mapuche jedoch zusätzlich gegen die Besatzer auf.

## Wahl Caupolicáns zum Toqui
Die Umstände von Caupolicáns Wahl zum Toqui sind hauptsächlich durch den literarischen Text La Araucana von Alonso de Ercilla y Zúñiga überliefert, und daher von fragwürdigem Wahrheitsgehalt. Bei der Zeremonie war zudem kein Spanier anwesend, so dass die Informationen ausschließlich durch araukanische Indios weitergegeben wurden. In der literarischen Darstellung versammelte sich nach den vorangegangenen Niederlagen ein großer Rat in der Sierra de Pilmaiquén, um mit der Wahl eines Toqui die Streitkräfte der Mapuche unter einem einzigen Kommando zu vereinen. Wegen seiner außerordentlichen körperlichen Stärke und seines Mutes fiel dabei die Wahl auf den strenggesichtigen Caupolicán, der seit seiner Kindheit auf einem Auge blind war. Laut Überlieferung musste Caupolicán vor dem Rat der Kaziken, unter denen sich Tucapel und Rengo befanden und dessen Vorsitz Colo Colo innehatte, zunächst seine Stärke beweisen, indem er zwei Tage und zwei Nächte einen großen Baumstamm auf den Schultern trug, ohne zusammenzubrechen. Er siegte dabei über andere Kandidaten wie Paicabí, Lincoyán und Elicura. Alonso de Ercilla y Zúñiga beschreibt die Wahl wie folgt:
„Con un desdén y muestra confiada asiendo el tronco duro y nudoso, como si fuera vara delicada se lo pone en el hombro poderoso: la gente enmudecía maravillada de ver el fuerte cuerpo tan nervoso. El calor de la Lincoya se le muda poniendo en su victoria mucha duda … El bárbaro sagaz despacio andaba, y a toda prisa entraba el claro día; El sol las largas sombras acortaba, más el nunca decrece en su porfía: Al ocaso de la luz se retiraba, ni por eso flaqueza en el había; Las estrellas se muestran claramente, y no muestra cansancio aquel valiente“
(In etwa: „Es prüft ihn mit Spott und mit Zuversicht, und hebt ihn zur mächtigen Schulter hin an, als seis nur ein dünner Zweig, und nicht ein knotiger und schwerer Stamm, Die Menge schwieg erstaunt ob der Sicht des starken Körpers so angespannt. Der Hitze der Lincoya bewegende Kraft, macht seinen Sieg nunmehr zweifelhaft. Es ließ sich nicht beirren der kluge Barbar, da eilte der helle Tag schon heran, Die Sonne kürzte die Schatten, man sah, dass nie der Eigensinn ihm schwand, und niemals Schwäche in ihm war, selbst als die Sonne am Horizont stand. Die Sterne zeigen sich klar, selbst dann zeigt keine Erschöpfung der tapfere Mann.“)
Der Chronist Mariño de Lobera bezeichnet diese Darstellung als dichterische Überhöhung der Wahrheit und bemerkt, dass die araukanischen Indianer sicherlich genug Verstand hatten, die Wahl ihres Führers nicht von seiner Fähigkeit abhängig zu machen, einen Baumstamm zu tragen. Neben weiteren Prüfungen, wie Laufen, Springen, Kämpfen oder Speerwurf, seien sicherlich vor allem Scharfsinnigkeit und Weisheit des Kandidaten ausschlaggebend für die Wahl gewesen.

## Schlacht von Millarapue
Nach dem Sieg der spanischen Truppen in Lagunillas drang García ins feindliche Gebiet ein, um eine Entscheidungsschlacht zu provozieren. 
Die königlichen Truppen kampierten am 29. November in Millarapue im Inneren Araukaniens. Die Mapuche unter dem Befehl von Caupolicán versuchten im Morgengrauen des 30. November einen Überraschungsangriff auf das feindliche Lager. Zufällig feierten die Spanier an diesem Datum den „Día de San Andrés“, so dass ein fröhlicher Weckruf der Trompeten von den Araukanern als Alarmsignal missverstanden wurde. Sie fühlten sich entdeckt, was den Überraschungsangriff vereitelte. Die Zahl der Angreifer belief sich auf etwa 15.000, darunter Galvarino, der sich mit seinen beiden Armstümpfen zeigte und so seine Kameraden aufhetzte.
Die Kämpfe dauerten vom frühen Morgen bis gegen 2 Uhr nachmittags, angeführt von Caupolicán auf einem weißen Pferd. Schließlich wurden die Mapuche von den Flanken und von hinten eingekesselt und geschlagen. Die Spanier errichteten die Festung von Cañete, unweit der von Tucapel.

## Schlacht an der Festung von Cañete
Am 20. Januar 1558 wurden die Spanier in der Festungsstadt Cañete von mehr als 15.000 Mapuche umzingelt und belagert. Der Plan Caupolicáns war, die Belagerten an Hunger sterben zu lassen.
Es kam zu einer äußerst kritischen Situation, da eine Flucht aufs offene Feld für die spanischen Truppen die sichere Niederlage bedeutet hätte; gleichzeitig hätte ein direkter Angriff auf die gut bewaffneten spanischen Truppen in der Festung zu einer großen Zahl von Verlusten auf araukanischer Seite geführt.
Ein pro-spanisch eingestellter Yanacona namens Andresillo bot sich an, die Mapuche in einen Hinterhalt zu locken. Der Plan bestand darin, Andresillo sich mit den Angreifern anfreunden und sie glauben zu lassen, er sei ein Deserteur der Spanier, was auch funktionierte. Er erzählte ihnen, die beste Zeit für eine unerwartete Attacke sei während der Siesta, und dass er ihnen die Tore für einen Überraschungsangriff öffnen würde.
Caupolicán wollte die Richtigkeit von Andresillos Behauptungen überprüfen und schickte einen Spion ins Innere der Befestigungsanlage. Alonso de Reinoso, Anführer der Festung, hatte den Besuch des Spions allerdings vorausgesehen und erteilte seinen Männern den Befehl, sich schlafend zu stellen. Als Tag des Angriffs wurde der 5. Februar festgesetzt. Andresillo öffnete die Tore der Festung und eine Schar von Indios schlich sich hinein. Als sich nahezu alle im Inneren der Festung befanden, wurden sie mit abwechselnden Gewehrsalven empfangen, die den wild fliehenden Angreifern schwere Schäden zufügten. Caupolicán konnte dank der Tatsache, dass die spanische Kavallerie noch nicht im Kampfgebiet angelangt war, zunächst fliehen.

## Tod Caupolicáns

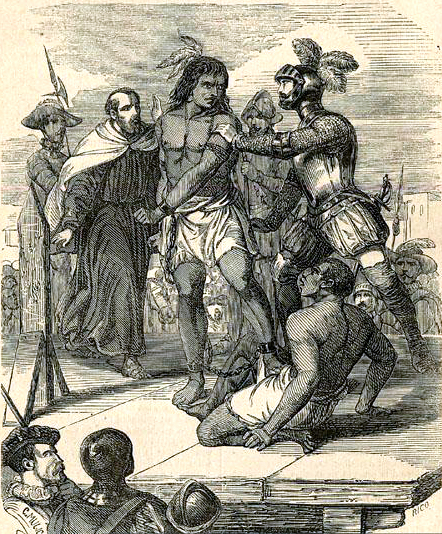
Caupolicán vor seiner Tötung

Während die überlebenden Mapuche bereits flüchteten, kam eine Vorhut unter Befehl von Pedro de Avendaño in Pilmaiquén an und nahm Caupolicán, der dabei war, eine Gegenoffensive vorzubereiten, in der Schlacht von Antihuala (5. Februar 1558) gefangen. Während er an einem Haken zur Festung Tucapel geführt wird, begegnet ihm laut Überlieferung von Ercilla und Vivar eine jähzornige Mapuche namens Fresia, die dem besiegten Toqui aus Wut über seine Feigheit dessen kleinen Sohn vor die Füße wirft. Der Marsch wird schweigend fortgesetzt.
Er wurde dem altgedienten Alonso de Reinoso vorgeführt, der ihn zum Tod durch Pfählen verurteilte. Cristobál de Arévalo, der Büttel des Lagers, wurde mit der Vollstreckung betraut. Caupolicán wurde gefesselt auf ein Podium gehoben, das in der Mitte eine speerförmige Holzspitze hatte. Laut dichterischer Überlieferung zeigte er große Gelassenheit, betrachtete mit Stolz die Menge von Spaniern, die ihn ansah, hob trotz der Fesseln den rechten Fuß und versetzte dem Henker einen kräftigen Tritt, so dass dieser vom Podest fiel. Anschließend setzte er sich auf den Pfahl und starb an der Perforation seiner Eingeweide, ohne Anzeichen von Schmerz. Am gefangen genommenen Galvarino wurde am gleichen Tag die Todesstrafe vollzogen, vielleicht ebenfalls als Pfählung.
Caupolicán war ohne Zweifel ein tapferer Krieger, obschon er weder die Siege Lautaros erlangte noch dessen militärisches Genie besaß. Seine und Lautaros Heldentaten werden im epischen Gedicht La Araucana von Alonso de Ercilla y Zúñiga besungen. Auch Rubén Darío widmete ihm ein Gedicht. Etwa vierzig Jahre später erhob sich eine neue Führerschaft unter den Mapuche, zu der Pelantarú, Lientur und der Mestize Alejo zählten.